# Henrik Sundström
Henrik Sundström (nascido em 29 de fevereiro de 1964), é um ex-tenista profissional sueco. Ele é apelidado de Henke. Sundström alcançou seus melhores resultados na superfície de saibro, com seus golpes de fundo sólidos e pesados com topspin da linha de base. Ele alcançou o melhor ranking de simples da carreira, sendo o sexto do mundo.

## Carreira esportiva
Sundström se tornou profissional em 1981 e em 1982 chegou à sua primeira final no Aberto da Suécia em Båstad, perdendo para seu compatriota e atual campeão do Aberto da França, Mats Wilander.
Em 1983, Sundström conquistou seu primeiro título ATP em Nice vencendo Manuel Orantes e chegou à final de Madri, perdendo para Yannick Noah, que mais tarde venceria o Torneio de Roland Garros naquele ano. Sundström também fez sua estreia na Copa Davis contra a Nova Zelândia nas quartas de final, disputadas em Eastbourne, na quadra de grama. Ele perdeu as duas partidas, mas a Suécia ainda venceu a eliminatória e chegou à final daquele ano contra a Austrália.
1984 foi o melhor ano da carreira de Sundström, com um recorde de 54–21. Em 3 semanas, entre 2 e 22 de abril, ele venceu 14 de 15 partidas, conquistando títulos em Bari sobre Pedro Rebolledo sem perder uma rodada, e chegou à final em Nice também sem perder uma rodada antes de perder para Andrés Gómez. Ele então venceu o maior torneio de sua carreira, o Aberto de Monte Carlo, contra Mats Wilander. Após a vitória, Sundström chegou à final do Aberto da Alemanha em Hamburgo, derrotando Mats Wilander novamente no caminho, antes de perder uma partida de 5 sets contra Juan Aguilera. Ele então chegou às quartas de final do Torneio de Roland Garros ao derrotar Álvaro Fillol, Joakim Nyström, Hans Gildemeister e Francesco Cancellotti, antes de ser derrotado por Jimmy Connors.
Após o Torneio de Roland Garros, Sundström conquistou o título em Båstad e chegou à final de Genebra, perdendo para Aaron Krickstein.
Sundström competiu pela equipe sueca vitoriosa na Copa Davis naquele ano. Ele entrou para a seleção sueca nas quartas de final e compôs um recorde de 6–0 no torneio individual no ano. Todas essas partidas foram no saibro; seus oponentes incluíam o atual campeão do Aberto da França, Ivan Lendl, que ainda jogava pela Tchecoslováquia na época. Sundström reverteu uma desvantagem de 2 sets a zero e 0–3 (0–40) no terceiro set e venceu a partida em 5, o que deu vantagem aos suecos e eles chegaram à final contra os Estados Unidos. A equipe dos Estados Unidos incluía John McEnroe, que havia perdido apenas 2 partidas na temporada, Jimmy Connors e Peter Fleming, parceiro de duplas de longa data de John McEnroe.
Sundström nunca mais conquistou os mesmos patamares depois de 1984. Ele jogou na Copa Davis apenas mais uma vez e, após disso, ganhou mais um título em 1986, em Atenas, derrotando Francisco Maciel. O tenista sofreu problemas de lesão nas costas e se aposentou em 1989, depois de jogar apenas 21 partidas em 3 anos.
Sundström agora reside em Mônaco, onde trabalha. Ele tem dois filhos.

## Finais de carreira

### Individuais: 13 (5 vitórias, 8 derrotas)
| Resultado | W/L | Data     | Torneio                | Quadra | Adversário       | Score                   |
| --------- | --- | -------- | ---------------------- | ------ | ---------------- | ----------------------- |
| Derrota   | 0–1 | Jul 1982 | Båstad, Suécia         | Saibro | Mats Wilander    | 4–6, 4–6                |
| Vitória   | 1–1 | Mar 1983 | Nice, França           | Saibro | Manuel Orantes   | 7–5, 4–6, 6–3           |
| Derrota   | 1–2 | Abr 1983 | Madrid, Espanha        | Saibro | Yannick Noah     | 6–3, 0–6, 2–6, 4–6      |
| Derrota   | 1–3 | Set 1983 | Geneva, Suíça          | Saibro | Mats Wilander    | 6–3, 1–6, 3–6           |
| Vitória   | 2–3 | Abr 1984 | Bari, Itália           | Saibro | Pedro Rebolledo  | 7–5, 6–4                |
| Derrota   | 2–4 | Abr 1984 | Nice, França           | Saibro | Andrés Gómez     | 1–6, 4–6                |
| Vitória   | 3–4 | Abr 1984 | Monte Carlo, Monaco    | Saibro | Mats Wilander    | 6–3, 7–5, 6–2           |
| Derrota   | 3–5 | Mai 1984 | Hamburg, Alemanha      | Saibro | Juan Aguilera    | 4–6, 6–2, 6–2, 4–6, 4–6 |
| Vitória   | 4–5 | Jul 1984 | Båstad, Suécia         | Saibro | Anders Järryd    | 3–6, 7–5, 6–3           |
| Derrota   | 4–6 | Set 1984 | Genebra, Switzerland   | Saibro | Aaron Krickstein | 7–6, 1–6, 4–6           |
| Derrota   | 4–7 | Abr 1985 | Hamburgo, West Germany | Saibro | Miloslav Mečíř   | 4–6, 1–6, 4–6           |
| Derrota   | 4–8 | Mar 1986 | Florença, Italy        | Saibro | Andrés Gómez     | 3–6, 4–6                |
| Vitória   | 5–8 | Jun 1986 | Atenas, Grécia         | Saibro | Francisco Maciel | 6–0, 7–5                |